# RFC
Рабочее предложение (англ. Request for Comments, RFC) — документ из серии пронумерованных информационных документов Интернета, содержащих технические спецификации и стандарты, широко применяемые во всемирной сети. Название «Request for Comments» ещё можно перевести как «заявка (запрос) на отзывы» или «тема для обсуждения». В настоящее время первичной публикацией документов RFC занимается IETF под эгидой открытой организации Общество Интернета (англ. Internet Society, ISOC). Правами на RFC обладает именно Общество Интернета.

## История
Формат RFC появился в 1969 году при обсуждении проекта ARPANET, его предложил Стив Крокер и он же написал первый RFC. RFC 1 был опубликован 7 апреля 1969 г. и назывался «Host Software». Первые RFC распространялись в печатном виде на бумаге в виде обычных писем, но уже с декабря 1969 г., когда заработали первые сегменты ARPANET, документы начали распространяться в электронном виде.
Большинство ранних RFC было создано в Калифорнийском университете Лос-Анджелеса и Стэнфордском исследовательском институте.
С 1969 по 1998 гг. бессменным и единственным редактором RFC был Джон Постел. После его смерти Общество Интернета (ISOC) поручило редактирование и публикацию RFC Институту информационных наук Университета Южной Калифорнии.
Очерк истории RFC за 30 лет с 1969 по 1999 гг. представлен в RFC 2555.
Очерк истории RFC за 50 лет с 1969 по 2019 гг. представлен в RFC 8700.

## Содержимое RFC
Несмотря на название, запросы на отзывы RFC сейчас рассматриваются как стандарты Интернета (а рабочие версии стандартов обычно называют драфтами, от англ. draft — черновой проект). Согласно RFC 2026, жизненный цикл стандарта выглядит следующим образом:
1. Выносится на всеобщее рассмотрение интернет-проект (Internet Draft). Проекты не имеют официального статуса и удаляются из базы через шесть месяцев после последнего изменения.
2. Если проект стандарта оказывается достаточно удачным и непротиворечивым, он получает статус предложенного стандарта (Proposed Standard), и свой номер RFC. Наличие программной реализации стандарта желательно, но не обязательно.
3. Следующая стадия — проект стандарта (Draft Standard) — означает, что предложенный стандарт принят сообществом, в частности, существуют две независимые по коду совместимые реализации разных команд разработчиков. В проекты стандартов ещё могут вноситься мелкие правки, но они считаются достаточно стабильными и рекомендуются для реализации.
4. Высший уровень — стандарт Интернета (Internet Standard). Это спецификации с большим успешным опытом применения и зрелой формулировкой. Параллельно с нумерацией RFC они имеют свою собственную нумерацию STD. Список стандартов имеется в документе STD 1 (сейчас это RFC 5000, но нумерация может измениться). Из более чем трёх тысяч RFC этого уровня достигли только несколько десятков.
5. Многие старые RFC замещены более новыми версиями под новыми номерами или вышли из употребления. Такие документы получают статус исторических (Historic)

Практически все стандарты Глобальной сети существуют в виде опубликованных заявок RFC. Но в виде документов RFC выходят не только стандарты, но также концепции, введения в новые направления в исследованиях, исторические справки, результаты экспериментов, руководства по внедрению технологий, предложения и рекомендации по развитию существующих Стандартов и другие новые идеи в информационных технологиях:
1. Экспериментальные (Experimental) спецификации содержат информацию об экспериментальных исследованиях, интересных для интернет-сообщества. Это могут быть, например, прототипы, реализующие новые концепции.
2. Информационные (Informational) RFC предназначены для ознакомления общественности, не являются стандартами и не являются результатом консенсуса или рекомендациями. Некоторые проекты, не получившие статуса Предложенного стандарта, но представляющие интерес, могут быть опубликованы как Информационные RFC.
3. Лучший современный опыт (Best Current Practice). Эта серия RFC содержит рекомендации по реализации стандартов, в том числе от сторонних организаций, а также внутренние документы о структуре и процедурах стандартизации.

Почти все стандарты разрабатываются под эгидой каких-либо научных или интернет-организаций (например W3C, IETF, консорциум Юникода, Интернет2).
Запросы на отзывы официально существуют только на английском языке. Строгих требований к оформлению нет. Встречаются RFC, написанные в строгом академическом стиле, иные — в дружеской неформальной манере. Существует традиция выпуска первоапрельских шуточных RFC, например, RFC 1149 рассказывает о передаче пакетов IP с помощью почтовых голубей.

## Примеры популярных запросов на отзывы
| Номер RFC                                                                              | Тема                                                       |
| -------------------------------------------------------------------------------------- | ---------------------------------------------------------- |
| RFC 768 (англ.) RFC 768 (рус.)                                                         | UDP                                                        |
| RFC 791 (англ.) RFC 791 (рус.)                                                         | IP                                                         |
| RFC 792 (англ.) RFC 792 Архивная копия от 7 ноября 2011 на Wayback Machine (рус.)      | ICMP                                                       |
| RFC 793 (англ.) RFC 793 (рус.)                                                         | TCP                                                        |
| RFC 821 (англ.)                                                                        | SMTP, заменён RFC 2821                                     |
| RFC 822 (англ.)                                                                        | Формат электронной почты, заменён RFC 2822                 |
| RFC 826 (англ.)                                                                        | Протокол разрешения адреса (ARP)                           |
| RFC 894 (англ.) RFC 894 Архивная копия от 16 июня 2017 на Wayback Machine (рус.)       | IP по Ethernet                                             |
| RFC 951 (англ.)                                                                        | Протокол начальной загрузки (BOOTP)                        |
| RFC 959 (англ.)                                                                        | FTP                                                        |
| RFC 977 (англ.)                                                                        | NNTP — устаревший, дополнен RFC 2980 , заменён RFC 3977    |
| RFC 1034 (англ.)                                                                       | DNS — концепция                                            |
| RFC 1035 (англ.)                                                                       | DNS — внедрение                                            |
| RFC 1122 (англ.) RFC 1122 Архивная копия от 16 сентября 2011 на Wayback Machine (рус.) | Требования к хосту 1                                       |
| RFC 1123 (англ.) RFC 1123 Архивная копия от 14 ноября 2011 на Wayback Machine (рус.)   | Требования к хосту 2                                       |
| RFC 1191 (англ.) RFC 1191 (рус.)                                                       | Определение MTU пути                                       |
| RFC 1256 (англ.)                                                                       | Обнаружение маршрутизатора в сети                          |
| RFC 1323 (англ.)                                                                       | Высокопроизводительный протокол TCP                        |
| RFC 1350 (англ.)                                                                       | TFTP                                                       |
| RFC 1403 (англ.)                                                                       | Взаимодействие BGP и OSPF                                  |
| RFC 1459 (англ.) RFC 1459 (рус.)                                                       | IRC                                                        |
| RFC 1498 (англ.)                                                                       | Архитектурная дискуссия                                    |
| RFC 1518 (англ.)                                                                       | Присвоение адресов CIDR                                    |
| RFC 1519 (англ.)                                                                       | Междоменная маршрутизация                                  |
| RFC 1591 (англ.)                                                                       | Структура доменных имён                                    |
| RFC 1661 (англ.)                                                                       | PPP                                                        |
| RFC 1738 (англ.)                                                                       | URL                                                        |
| RFC 1771 (англ.)                                                                       | BGP версии 4                                               |
| RFC 1772 (англ.)                                                                       | Приложение BGP                                             |
| RFC 1789 (англ.)                                                                       | Телефония по Интернет (заменён стандартами VoIP)           |
| RFC 1812 (англ.)                                                                       | Требования к маршрутизаторам IPv4                          |
| RFC 1855 (англ.)                                                                       | Руководство по Нетикету                                    |
| RFC 1889 (англ.)                                                                       | Транспорт реального времени                                |
| RFC 1905 (англ.)                                                                       | SNMP                                                       |
| RFC 1907 (англ.)                                                                       | SNMP версии 2                                              |
| RFC 1918 (англ.) RFC 1918 (рус.)                                                       | «Сеть 10»                                                  |
| RFC 1939 (англ.) RFC 1939 (рус.)                                                       | Протокол POP версии 3 (POP3)                               |
| RFC 2001 (англ.) RFC 2001 (рус.)                                                       | Расширения производительности TCP                          |
| RFC 2026 (англ.)                                                                       | Процесс стандартизации в Интернете                         |
| RFC 2045 (англ.)                                                                       | MIME                                                       |
| RFC 2046 (англ.)                                                                       | MIME                                                       |
| RFC 2047 (англ.)                                                                       | MIME                                                       |
| RFC 2048 (англ.)                                                                       | MIME                                                       |
| RFC 2049 (англ.)                                                                       | MIME                                                       |
| RFC 2060 (англ.) RFC 2060 (рус.)                                                       | IMAP версии 4 (IMAP4), заменён RFC 3501                    |
| RFC 2131 (англ.)                                                                       | DHCP                                                       |
| RFC 2223 (англ.) RFC 2223 (рус.)                                                       | Инструкции для авторов RFC                                 |
| RFC 2246 (англ.) RFC 2246 (рус.)                                                       | SSL и TLS                                                  |
| RFC 2231 (англ.)                                                                       | Кодировка символов                                         |
| RFC 2328 (англ.)                                                                       | OSPF                                                       |
| RFC 2401 (англ.)                                                                       | Архитектура безопасности протокола IP (IPsec)              |
| RFC 2453 (англ.)                                                                       | RIP                                                        |
| RFC 2516 (англ.) RFC 2516 (рус.)                                                       | PPPoE                                                      |
| RFC 2525 (англ.)                                                                       | Проблемы TCP                                               |
| RFC 2535 (англ.)                                                                       | Безопасность DNS                                           |
| RFC 2581 (англ.) RFC 2581 Архивная копия от 16 сентября 2011 на Wayback Machine (рус.) | Контроль заторов в TCP                                     |
| RFC 2616 (англ.)                                                                       | HTTP                                                       |
| RFC 2637 (англ.)                                                                       | PPTP                                                       |
| RFC 2663 (англ.)                                                                       | Трансляция сетевых адресов                                 |
| RFC 2766 (англ.)                                                                       | NAT-PT                                                     |
| RFC 2821 (англ.) RFC 2821 (рус.)                                                       | SMTP, заменён RFC 5321                                     |
| RFC 2822 (англ.)                                                                       | Формат электронной почты                                   |
| RFC 2865 (англ.)                                                                       | RADIUS                                                     |
| RFC 2866 (англ.) RFC 2866 (рус.)                                                       | Средства учёта RADIUS                                      |
| RFC 2960 (англ.)                                                                       | SCTP                                                       |
| RFC 2980 (англ.)                                                                       | Общие расширения NNTP, дополняет RFC 977, заменён RFC 3977 |
| RFC 3010 (англ.)                                                                       | NFS                                                        |
| RFC 3031 (англ.)                                                                       | Архитектура MPLS                                           |
| RFC 3066 (англ.)                                                                       | Языковые тэги                                              |
| RFC 3092 (англ.)                                                                       | Этимология «Foo»                                           |
| RFC 3098 (англ.)                                                                       | Ответственная реклама по электронной почте                 |
| RFC 3160 (англ.)                                                                       | Гид по IETF                                                |
| RFC 3168 (англ.) RFC 3168 (рус.)                                                       | ECN                                                        |
| RFC 3261 (англ.)                                                                       | SIP                                                        |
| RFC 3501 (англ.)                                                                       | IMAP версии 4 издание 1 (IMAP4rev1)                        |
| RFC 3977 (англ.)                                                                       | NNTP, заменяет RFC 977, дополняет RFC 2980                 |